# Spilopastes
Spilopastes es un género de lepidópteros de la familia  Castniidae. Contiene una sola especie: Spilopastes galinthias que se encuentra en Brasil.